# Eisbeben – Alarm in der Arktis
Eisbeben – Alarm in der Arktis ist ein Katastrophenfilm aus dem Jahr 2010 von Paul Ziller.

## Handlung
Nachdem in Russland ein Gletscher abbrach, werden auch in Alaska ungewöhnliche Erdstöße registriert. Am Weihnachtstag nehmen zwei Forscher auf dem Berg Mount Phaeton Messungen vor und bemerken einen rapiden Temperaturverlust innerhalb kürzester Zeit. Kurz daraufhin bricht der Berg auf und die Forscher werden getötet. 
Ein Erdbeben versetzt den Militärgeologen Michael Webster, der mit seiner Frau und seinen beiden Kindern im Urlaub ist, in Alarmbereitschaft. Michael fährt zur Militärbasis und lässt sich über die bisherigen Vorkommnisse informieren. Anschließend holt er seine Frau und die Kinder in der Stadt ab und fährt mit ihnen auf dem Berg Mount Phaeton, um einen Baum fürs Weihnachtsfest zu fällen. 
Es kommt zu einem zweiten Beben und zu einer weiteren Aufspaltung des Berges. Methangas strömt aus den Bergspalten aus. Kurz vor dem Beben rennt der Familienhund Yeti weg. Michael und seine Familie retten sich in den Außenposten der Forschungsstation. Er ruft per Satellitentelefon um Hilfe und die Militärbasis sendet einen Helikopter aus. Durch ein Hin- und Herwackeln einer Trinkflasche bemerkt Michael, dass etwas nicht stimmt und rennt vor die Tür. Er sieht eine Lawine auf die Außenbasis zurollen und flüchtet mit seiner Familie. Die Lawine donnert ins Tal und die vier Personen können sich vorerst retten. Sie wandern am Berg entlang und suchen einen Weg ins Tal.
Bei einem erneuten Beben und Aufbrechen des Berges werden Michael und seine Frau Emily von ihren beiden Kindern getrennt. Michael zeigt seinen Kindern noch, welchen Weg sie gehen sollen. Anschließend geht er mit seiner Frau den Berg hinauf, um oberhalb der Spalte auf die andere Seite zu kommen und so seinen Kindern zu folgen. 
In der Zwischenzeit werden in der Stadt weiteren Beben und Aufspaltungen sichtbar. Die Stadt wird daraufhin evakuiert. Der Colonel in der Basis wartet auf Satellitenbilder und möchte diese mit seinem Team auswerten. 
Auf dem Weg zur anderen Seite der Spalte trifft Webster auf den Forscher Professor Bruce Worthington und sein Team. Dieser wurde vom Militär als „Methanmann“ betitelt und als Spinner abgestempelt. Michael lässt sich von ihm seine These genauer erklären und es ergibt sich für ihn ein logisches Bild. Auch den Forschern in der Basis wird klar, dass der Professor recht hatte. Die These von Bruce Worthington beinhaltet, dass sich flüssiges Methangas aus der Eiszeit nach oben ausbreitet und zu den Beben und Aufspaltungen führt und nicht – wie bisher vermutet – es sich um vulkanische Aktivitäten handelt.
Der ausgesandte Helikopter hat inzwischen das Außenlager erreicht und sich auf die Suche nach Michael gemacht. Michael, Emily und Bruce sehen den Helikopter und machen auf sich aufmerksam. Nach einer kurzen Diskussion geht Bruce zuerst auf die Trage des Helikopters und wird hochgezogen. Plötzlich spaltet sich der Berg wieder auf und das ausströmende Gas lässt den Helikopter gefrieren und abstürzen. Der Pilot und Bruce werden dabei getötet. Michael und Emily können sich rechtzeitig in Sicherheit bringen.
Inzwischen haben die beiden Kinder einen der beiden getöteten Forscher des Militärs, die Messungen am Berg vorgenommen hatten, entdeckt, und ein Funkgerät mitgenommen. Kurze Zeit später treffen Michael und Emily die beiden Kinder wieder. Mithilfe eines Kaugummipapiers kann Michael über das Funkgerät ein GPS-Signal absetzen und in der Militärbasis auf sich aufmerksam machen. Die Familie gräbt sich ein und wartet auf Hilfe. Ein Rettungsteam des Militärs findet sie schließlich und bringt die Familie zur Militärbasis.
Inzwischen entwickelt Michael mit dem Colonel und den Mitarbeitern der Basis einen Plan, wie die Ausbreitung des Methangases aufzuhalten ist. Emily und die beiden Kinder verlassen mithilfe des Militärs die Stadt, wobei der Sohn von seinem Vater allen Ernstes aufgefordert wird, auf seine ältere Schwester und seine Mutter aufzupassen, während Michael und zwei Mitarbeiter der Basis in die Berge fahren, um Sprengungen durchzuführen, die das Methangas zu einem Treibstofflager umleiten und vollständig verbrennen. Der Plan gelingt knapp.
Am Ende findet Webster den verschollenen Hund wieder und kommt zusammen mit einem Weihnachtsbaum zur Militärbasis zurück, wo seine Frau und die Kinder auf ihn warten.

## Veröffentlichung
Der Fernsehfilm lief am 11. Dezember 2010 erstmals in den USA auf Syfy. In Deutschland kam der Film im April 2011 direkt als DVD auf den Markt. Der Film lief am 10. Dezember 2011 in Deutschland auf RTL II. Der Film erreichte bei seiner Premiere auf RTL 2 1,26 Millionen Zuschauer.

## Kritik
Haikos Filmlexikon nannte den Film „ein[en] Katastrophenfilm, wie er im Buche steht. Ein Katastrophenfilm vom Reißbrett also.“
Kino.de schrieb: „So also stellt sich der in Sachen Exploitation absolut zuverlässige Syfy Channel seine Version von The Day After Tomorrow vor: Mit Brendan Fehr […] prominent besetzt, macht der Film mit einem Minimum an finanziellen Möglichkeiten ein Maximum an Effektrabatz. Eingebettet in eine wunderbar absurde Weihnachtsgeschichte, werden die Möglichkeiten der Naturkatastrophe nach allen Regeln der Kunst ausgeschlachtet. Das ist zwar haarsträubend, aber lustig.“
Cinema befand, die „hanebüchene Story, Pappfiguren, bescheidene Tricks“ seien „auch für Trashfans recht öde. […] Fazit: Hat kein Beben in der Filmwelt ausgelöst.“